# Rhabdodontider
Rhabdodontider var växtätande ornithopoder (fågelhöftade dinosaurier) från kritaperioden. Fossila lämningar har hittats i det som idag är Europa och eventuellt Australien. Rhabdodontiderna kunde liknas vid stora, robusta hypsilophodonter med djupa kranier och käkar. Släktet Rhabdodon har givit namn till familjen.